# Pierzchów
Pierzchów – wieś w Polsce, położona w województwie małopolskim, w powiecie wielickim, w gminie Gdów.

Integralna część miejscowości: Pierzchowiec.
Miejscowość jest położona przy drodze wojewódzkiej 967.
Wieś królewska położona była w drugiej połowie XVI wieku w powiecie szczyrzyckim województwa krakowskiego. Wchodziła w skład klucza myślenickiego, stanowiącego uposażenie kasztelanów krakowskich. W latach 1975–1998 miejscowość administracyjnie należała do województwa krakowskiego.
W Pierzchowie urodził się generał Jan Henryk Dąbrowski. Na jego cześć w miejscowości usypano w 1997 roku pamiątkowy kopiec.
11 listopada 2022 roku odsłonięty został w Pierzchowie zrewitalizowany pomnik gen. Jana Henryka Dąbrowskiego. Obelisk został ufundowany w 1872 r. w 75. rocznicę powstania Legionów Polskich oraz 54. rocznicę śmierci ich twórcy. Obelisk z piaskowca wykonał krakowski rzeźbiarz Edward Stehlik. Frontową zachodnią ścianę obelisku zdobi herb Dąbrowskich (herb szlachecki), a na wschodniej ścianie wyryto fragment "Mazurka Dąbrowskiego". Pomnik zdobi czako ułańskie, szabla, rulon map i wieniec laurowy.
W Gminie Gdów od wielu lat postać generała Jan Henryka Dąbrowskiego jest otoczona szczególną pamięcią. W Pierzchowie, miejscowa Szkoła Podstawowa nosi jego imię, a w placówce funkcjonuje Izba Pamięci poświęcona Patronowi. Od lat przy Pomniku i kopcu organizowane są uroczystości patriotyczne.